# Smithville (Nowy Jork)
Smithville – miasto w Stanach Zjednoczonych, w stanie Nowy Jork, w hrabstwie Chenango.